# 隗状
隗 状（かい じょう、生没年不詳）は、中国戦国時代末期から秦朝にかけての秦の政治家。またの名は隗林。

## 経歴
秦の始皇帝に仕え王綰と同時期に丞相の地位にあった。
始皇28年（紀元前219年）、始皇帝の東方巡行に従い、瑯琊（現在の山東省青島市黄島区）において瑯琊台ならびに瑯琊台刻石が設置された際、列侯武城侯王離・列侯通武侯王賁・倫侯建成侯趙亥・倫侯昌武侯成・倫侯武信侯馮毋択・丞相王綰・卿李斯・卿王戊・五大夫趙嬰・五大夫楊樛らと瑯琊台刻石に名を列せられた。